# Escândalo Íntimo
Escândalo Íntimo (portugués: /isˈkɐ̃dalu ˈĩtʃimu/) es el tercer álbum de estudio de la cantautora brasileña Luísa Sonza, cuyo lanzamiento está previsto para el 29 de agosto de 2023 a través de BMT Produções Artísticas.

## Antecedentes
Con el lanzamiento del sencillo "Mamacita (Hasta La Vista)", en sociedad con el rapero Xamã, en diciembre de 2022, Sonza revela la preparación para la llegada de su nuevo álbum.

«El próximo año (2023) quiero hacer un gran disco [...] Soy cantante, pero me siento mucho más intérprete de mi propia vida y el disco siempre me permite contar un poco más y con más profundidad todo mis sentimientos, experiencias e historias».

En abril de 2023 anunció el fin de la gira "La historia de dos mundos" y que se enfocaría más en la producción de su nuevo proyecto, del cual una parte sería grabada en Estados Unidos. En marzo se publicaron fotos en sus redes sociales en Los Ángeles, donde conoció a varios músicos norteamericanos, como Timbaland, Tommy Brown y Njomza.
En julio, Sonza participó en un chat con sus fans, vía Twitter, donde reveló que había veintiocho canciones listas, pero que no todas llegarían a la versión final del disco. También se mencionó que tendría música más sensual y explícita, canciones en otros idiomas y que parte de la producción musical la hará Tommy Brown. Douglas Moda, uno de los productores de su último disco, también está confirmado para el nuevo. Sonza dijo que el proyecto se traduce en un "viaje loco dentro de mi cabeza".

## Lanzamiento y promomión
El 9 de agosto de 2023, Sonza realizó una transmisión en vivo en Rodovia Régis Bittencourt, donde había una cartelera que revelaba el nombre, la fecha y la portada del álbum, para anunciar el lanzamiento, que sería el 29 del mismo mes. Horas después, hizo una publicación, en sus redes sociales, desahogándose sobre el Escândalo Íntimo.

«[…] Este disco trata de historias de amor que salieron mal, sobre todo conmigo, conmigo misma. Pesadillas. Un autoanálisis de una relación abusiva, más conmigo que con los demás, que sólo descubrí en medio de todo el proceso. Qué estúpido de mi parte pensar que alguien más que yo tenía la culpa de todo lo que me hice a mí mismo»."

Dos días después del incidente, publicó un video, en la cuenta de instagram @farm003 creada por Sonza para promocionar el álbum, en el que la muestra con una herida en la cabeza sangrando, los ojos llorosos y mirando a la cámara con una misteriosa banda sonora. Ante esto, se convirtió en uno de los temas más comentados del momento, dejó intrigados a los internautas y generó varias bromas por parte de los fans. Un usuario comentó “Primero vi a una puérpera con hemorragia, luego vi las fresas”, otro dijo “La menstruación sale de la nada y estás ahí en la calle desprevenida”. Un tercero bromeó "Después de ser arrojado por el precipicio 2", en referencia a una de las canciones del disco. Al día siguiente, se anunció el primer sencillo, "Campo de Morango", a ser lanzado el 15 de agosto, con fotos que muestran al cantante todo manchado de rojo encima de una cama, llena de fresas, en medio de un campo abierto. ahí es donde se grabó el video.

## Lista de canciones
| Escândalo Íntimo |                                     | |                                                       |          |  |
| N.º              | Título                              | Escritor(es) | Productor(es)                                         | Duración |  |
| 1.               | «Escândalo Íntimo»                  | Beto Ruschel · Hareton Salvanini                                                                                        | Douglas Moda · Carlos Bezerra                         | 0:59     |  |
| 2.               | «Carnificina»                       | Luísa Sonza · Douglas Moda · Roy Lenzo · Carolina Marcílio · Jenni Mosello · Tk Kayembe· Ariana Wong · Jonathan Asperil | Moda · Lenzo                                          | 2:20     |  |
| 3.               | «A Dona Aranha»                     | Tommy Brown · Carolzinha · Moda · Mosello · Sonza · Marquez Parker · Njomza Vitia · Courageous Xavier Herrera           | Brown · Xavi · Moda · Parker                          | 2:04     |  |
| 4.               | «Luísa Manequim»                    | Abílio Manoel · Asa Taccone · Carolzinha · Cole Marsden · Greif Neill · Moda · Mosello · Sonza                          | Taccone · Moda · Cole MGN                             | 2:29     |  |
| 5.               | «Interlúdio - Todas as Histórias»   | Carolzinha · Iuri Rio Branco · Mosello · Lucas Vaz · Sonza · Marina Sena · Nave                                         | Moda                                                  | 0:29     |  |
| 6.               | «Romance em Cena» (con Marina Sena) | Carolzinha · Iuri Rio Branco · Mosello · Lucas Vaz · Sonza · Marina Sena · Nave                                         | Vaz · Rio Branco                                      | 3:08     |  |
| 7.               | «Campo de Morango»                  | Carolzinha · Moda · Jahnei Clarke · Mosello · Vaz · Sonza · Mason Sacks · Lenzo                                         | Lenzo · Moda · Sacks · Clarke                         | 1:16     |  |
| 8.               | «Surreal» (con Baco Exu do Blues)   | Wong · Diogo Moncorvo · Carolzinha · Moda · Clarke · Mosello · Sonza · Lenzo · Tk Kayembe · Jonathan Yoni Asperil       | Clarke · Yoni Asperil · Kayembe · Wong · Lenzo · Moda | 3:54     |  |
| 9.               | «Iguaria»                           | Carolzinha · Moda · Clarke · Mosello · Sonza · Sacks · Lenzo · Kayembe                                                  | Sacks · Clarke · Lenzo · Kayembe · Moda               | 3:42     |  |
| 10.              | «Chico»                             | Bruno Caliman · Carolzinha · Moda · Mosello · Sonza                                                                     | Moda                                                  | 3:02     |  |
| 11.              | «Onde é que Deu Errado?»            | Aisha · André Jordão · Caliman · Dan Ferreira · Moda · Sonza                                                            | Moda                                                  | 3:44     |  |
| 12.              | «Penhasco 2» (con Demi Lovato)      | Carol Biazin · Carolzinha · Day Limns · Demetria Lovato · Moda · Mosello · Sonza · Papatinho · Lenzo                    | Papatinho · Moda · Lenzo                              | 2:53     |  |
| 13.              | «Outra Vez»                         | Aisha · André Jordão · Carlos Bezerra · Dan Ferreira · Moda · Sonza                                                     | Moda · Bezerra                                        | 3:29     |  |
| 14.              | «Interlúdio - Dão Errado»           | Vanessa da Mata | Moda                                                  | 2:12     |  |
| 15.              | «Principalmente Me Sinto Arrasada»  | Wong · Carolzinha · Moda · Clarke · Mosello · Sonza · Lenzo · Yoni Asperil                                              | Yoni Asperil · Wong · Moda · Lenzo                    | 2:53     |  |
| 16.              | «Ana Maria» (con Duda Beat)         | Wong · Carolzinha · Moda · Clarke · Mosello · Sonza · Sacks · Lenzo · Yoni Asperil                                      | Lenzo · Yoni Asperil · Moda · Clarke · Wong           | 2:35     |  |
| 17.              | «Lança Menina»                      | Carolzinha · Moda · Clarke · Mosello · Sonza · Sacks · Rita Lee · Roberto de Carvalho · Lenzo · Kayembe · Yoni Asperil  | Lenzo · Yoni Asperil · Kayembe · Sacks                | 1:57     |  |
| 18.              | «Não Sou Demais»                    | Aisha · Jordão · Caliman · Bezerra · Moda · Sonza                                                                       | Moda · Bezerra                                        | 2:45     |  |
| 45:59            |                                     | |                                                       |          |  |

## Fecha de lanzamiento
| País   | Fecha                | Formato(s)          | Discográfica | Ref.   |
| ------ | -------------------- | ------------------- | ------------ | ------ |
| Varios | 29 de agosto de 2023 | CD Descarga digital | Sony         | [ 15 ] |
| Varios | 28 de maio de 2024   | CD Descarga digital | Sony         |        |